# Loivos do Monte
Loivos do Monte é uma povoação portuguesa sede da Freguesia de Loivos do Monte do Município de Baião, freguesia com 8,75 km² de área e 301 habitantes (censo de 2021), tendo, por isso, uma densidade populacional de 34,4 hab./km².
Tem paisagens magníficas para a serra do Marão, para a serra do Castelo de Matos e, também, para a Aboboreira.

## Demografia
A população registada nos censos foi:
| Distribuição da População por Grupos Etários | Distribuição da População por Grupos Etários | Distribuição da População por Grupos Etários | Distribuição da População por Grupos Etários | Distribuição da População por Grupos Etários |
| -------------------------------------------- | -------------------------------------------- | -------------------------------------------- | -------------------------------------------- | -------------------------------------------- |
| Ano                                          | 0-14 Anos                                    | 15-24 Anos                                   | 25-64 Anos                                   | > 65 Anos                                    |
| 2001                                         | 86                                           | 62                                           | 185                                          | 62                                           |
| 2011                                         | 73                                           | 38                                           | 189                                          | 73                                           |
| 2021                                         | 29                                           | 45                                           | 140                                          | 87                                           |

## Património
- Igreja Matriz de Loivos do Monte
- Capela de Tolões
- Casa de Arcouce